# Ctenus w-notatus
Ctenus w-notatus là một loài nhện trong họ Ctenidae.
Loài này thuộc chi Ctenus. Ctenus w-notatus được Alexander Petrunkevitch miêu tả năm 1925.